# Circuit international de Buriram
Le circuit international de Buriram (également appelé Circuit Chang) est un circuit utilisé en sport automobile et motocycliste localisé à Buriram en Thaïlande. La piste a été inaugurée en 2014. Il s'agit du premier circuit catégorisé Grade 1 de la FIA et Grade A de la FIM. Le commanditaire principal de la piste est l'entreprise ThaiBev, qui donne le nom de parrainage de Chang (une marque de bière) au circuit.
Le championnat GT japonais, le Super GT, organise une épreuve à Buriram depuis 2014. En outre, deux séries internationales TCR, la TCR Asia Series et GT Asia Series ont programmé des courses au Burinam en octobre 2015, et le WTCC en novembre 2015, et l'Asian Le Mans Series en janvier 2016.
Le 22 mars 2015, la deuxième épreuve du championnat du monde de Superbike se déroule en Thaïlande. 
Le 23 juin 2015, il a été annoncé que la septième et huitième épreuve de la Porsche Carrera Cup Asia se dérouleraient sur ce circuit.
En 2018, les tests officiels préparatoires au Grand Prix moto de Thaïlande auront lieu sur le circuit Chang. Ce premier Grand Prix de Thaïlande de l'histoire et 15e Grand prix de la saison 2018, s'y déroulera du 5 au 7 octobre 2018. 